# Mike Richards
Mike Richards (ur. 11 lutego 1985 w Kenorze) – kanadyjski hokeista, reprezentant Kanady, olimpijczyk.

## Kariera
- Kitchener Rangers (2001–2005)
- Philadelphia Phantoms (2004–2005)
- Philadelphia Flyers (2005-2010)
- Los Angeles Kings (2011–2015)
  -  Manchester Monarchs (2014/2015)
- Washington Capitals (2016-)

W drafcie został wybrany w 2003, z numerem dwudziestym czwartym przez Flyers. Był wówczas zawodnikiem Kitchener Rangers. Grał również w zespole filialnym Ducks: Phantoms. Od 2008 był kapitanem drużyny. W czerwcu 2011 został przetransferowany do klubu Los Angeles Kings (w toku wymiany z Los Angeles do Filadelfii trafili Brayden Schenn i Wayne Simmonds). Odszedł z klubu w czerwcu 2015. Od stycznia 2016 zawodnik Washington Capitals.
Z reprezentacją zdobył złoty medal na igrzyskach w 2010. Brał udział w MŚ 06. Wcześniej odnosił sukcesy w rywalizacji juniorskiej, będąc m.in. w 2005 mistrzem świata.

## Sukcesy
Reprezentacyjne
- Złoty medal zimowych igrzysk olimpijskich: 2010

Klubowe
- Mistrzostwo konferencji NHL: 2012 z Los Angeles Kings
- Clarence S. Campbell Bowl: 2012 z Los Angeles Kings
- Puchar Stanleya – mistrzostwo NHL: 2012, 2014 z Los Angeles Kings